# Étoile variable de type Lambda Eridani
Les (étoiles) variables de type Lambda Eridani forment un type d'étoile Be qui montrent de légères amplitudes de variation de quelques centièmes de magnitude. Ces variations sont très régulières et sont d'une période comprise entre 0,5 et 2,0 jours, et elles ont d'ailleurs été initialement décrites comme des étoiles Be périodiques. Lambda Eridani est un exemple et est le prototype de ce type de variable. Ces variations ont été attribuées à des pulsations non-radiales, à des disques en rotation inhomogènes, ou encore à la rotation en elle-même de l'étoile,.
Ces étoiles sont rarement classifiées en tant que tel, ou sont classifiées incorrectement. Le General Catalogue of Variable Stars n'attribue pas de type pour les variables de type λ Eridani, seuls sont utilisés les types GCAS pour les variables de type Gamma Cassiopeiae et BE pour toutes les étoiles Be variables et qui ne sont pas des variables de type GCAS. λ Eridani elle-même est incorrectement listée comme une étoile variable de type Beta Cephei. L’International Variable Star Index de l'AAVSO définit un type de variabilité LERI, qui inclut 16 étoiles comme des variables de type λ Eri, cinq d'entre elles n'étant que suspectées, et 13 étant combinées avec d'autres types de variation.